# Загальнодержавні податки та збори в Україні
Загальнодержавні податки та збори в Україні
Податковий кодекс України у статті 8 встановлює види податків та зборів в Україні, а саме: 
- загальнодержавні податки та збори;
- місцеві податки та збори.

Загальнодержавні податки та збори є обов'язковими до сплати на усій території України.
Податковий кодекс України у статті 9 до загальнодержавних відносить такі податки та збори:
1. податок на прибуток підприємств;
2. податок на доходи фізичних осіб;
3. податок на додану вартість;
4. акцизний податок;
5. екологічний податок;
6. рентна плата;
7. мито.

Зарахування загальнодержавних податків та зборів до державного і місцевих бюджетів регулює Бюджетний кодекс України.
Загальнодержавні податки та збори може встановлювати лише Податковий кодекс України.